# Введенские горы
Введе́нские горы (Лефо́ртовский холм, Введенская горка) — возвышенная местность на границе районов Лефортово Юго-Восточного административного округа и Басманный Центрального административного округа.
Местность расположена на левом берегу реки Яузы, представляет собой высокую (до 145 метров от уровня моря) надпойменную террасу с крутыми склонами, изрезанными оврагами. С северной стороны Введенские горы ограничены долиной реки Хапиловки, при впадении которой в Яузу располагалось село Семёновское, в 1864 году включённое в состав Москвы. На юге протекала река Синичка (Лефортовский ручей), при впадении которой в Яузу находилось село Введенское. Основание Введенского связывают с постройкой на холмах в 1643 году по указу царицы Евдокии Лукьяновны деревянной церкви Введения Богородицы во Храм, которая дала название самому селу и возвышенной местности, на которой церковь располагалась. На рубеже XVII—XVIII веков село Введенское слилось с соседним Семёновским, восприняв название последнего; прежнее название некоторое время упоминалось как «Семёновская слобода, Введенское тож». Через некоторое время церковь сгорела и была восстановлена уже на новом месте.
В конце XVIII века на Введенских горах разместили казённый кирпичный завод; остальная территория по обе стороны Синички в XVIII веке именовалась «незаселённой выгонной землёй» — часть её обрабатывалась крестьянами, другая пустовала. В 1771 году на правом берегу Синички основали Немецкое (ныне Введенское) кладбище. В 1798 году площадь некрополя была увеличена, в результате чего размеры территории Введенского кладбища приблизились к современным.
В XIX веке местность слилась с Лефортовым, по которому горы иногда стали именовать Лефортовским холмом. На рубеже XIX—XX веков возвышенную часть местности распланировали и проложили по ней несколько улиц и переулков. Река Синичка ныне полностью заключена в коллектор.